# Kommendörsöarna

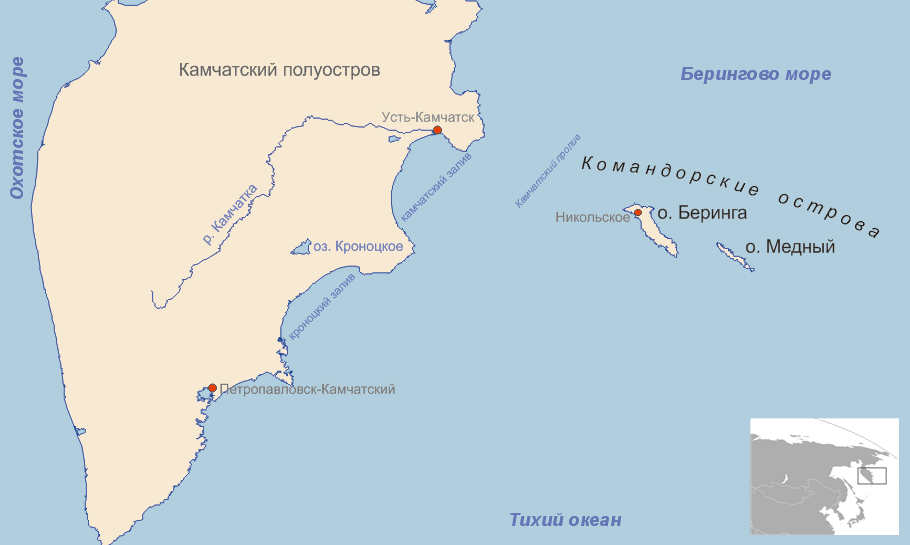
Kommendörsöarna, öster om Kamtjatka.

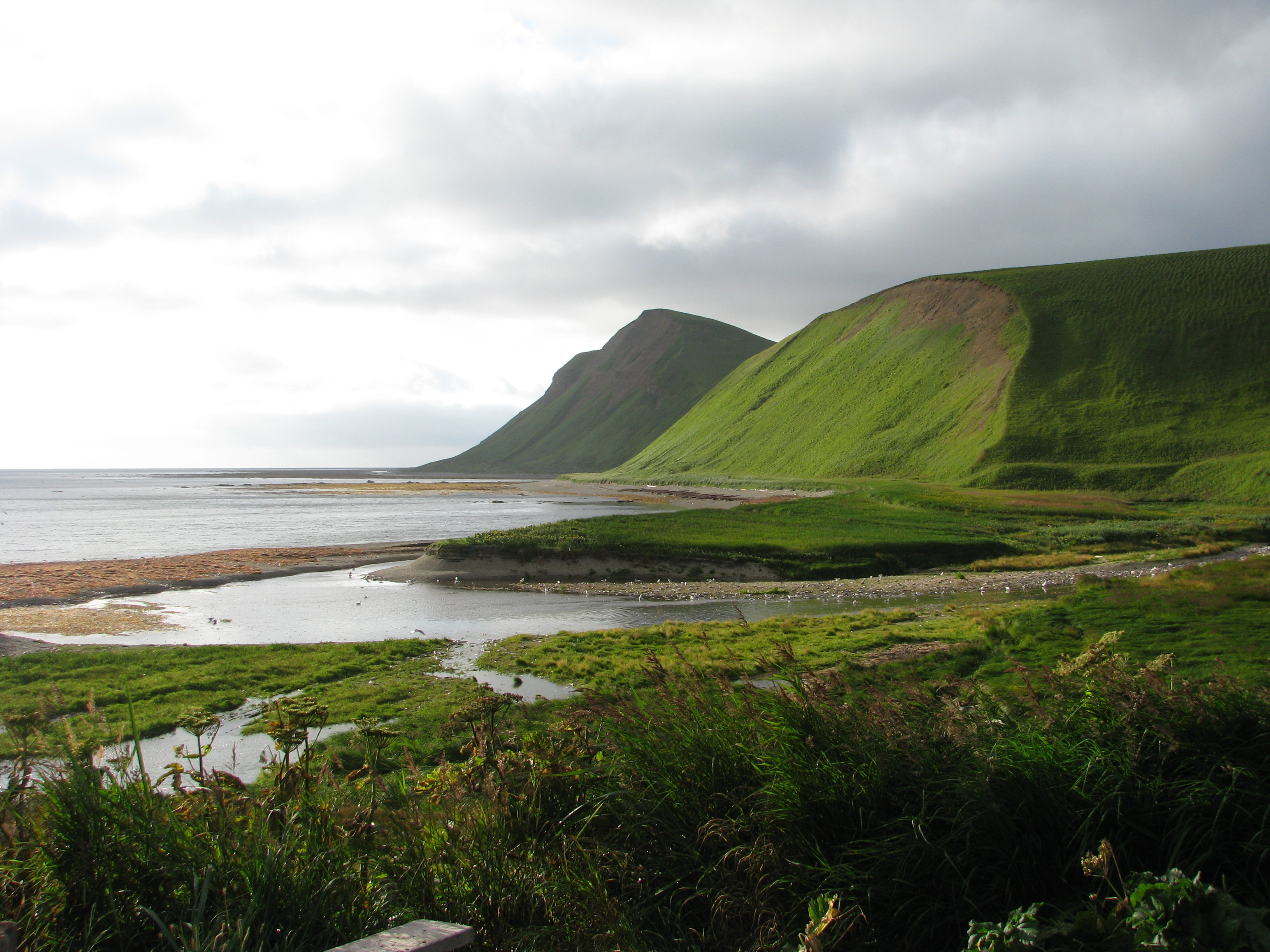
Berings ö.

Kommendörsöarna (ryska: Командо́рские острова́, Komandorskije ostrova) är en ögrupp, belägen cirka 180 kilometer öster om Kamtjatkahalvön i östligaste Ryssland, i norra Stilla havet. Ögruppen består av Berings ö, Mednyjön och ytterligare 15 små öar, på en landyta om 1 848 km². De öar som ingår i Kommendörsöarna är både klippiga och trädlösa.
Ögruppen, likväl som Berings ö, har fått sitt namn efter kommendör Vitus Bering, som upptäckte Kommendörsöarna. Administrativt är de en del av Aleutskijdistriktet i Kamtjatka kraj och ögruppens huvudort, Nikolskoje, ligger på Berings ö. Det råder ett kallt klimat på öarna med en medeltemperatur på 10 °C i augusti och −4 °C i februari.